# Agaricophagus cephalotes
Agaricophagus cephalotes är en skalbaggsart som beskrevs av Schmidt 1841. Agaricophagus cephalotes ingår i släktet Agaricophagus, och familjen mycelbaggar. Arten är reproducerande i Sverige.